# Erika Kokay
Erika Jucá Kokay (Fortaleza, 15 de agosto de 1957) é uma bancária, psicóloga, sindicalista e política brasileira, filiada ao Partido dos Trabalhadores (PT) e atualmente deputada federal pelo Distrito Federal.

## Biografia
Presidiu o Sindicato dos Bancários de Brasília entre 1992 e 1998 e a Central Única dos Trabalhadores-DF de 2000 a 2002.
Filiada ao PT desde 1989, disputou sua primeira eleição em 1998 para deputada distrital, porém logrou êxito apenas no pleito de 2002, elegendo-se como a 11ª mais votada. Em 2006, reelegeu-se ao mesmo cargo.
Na Câmara Legislativa do Distrito Federal, presidiu as Comissões de Direitos Humanos, e a de Defesa dos Direitos do Consumidor. Foi por duas vezes, 2005 e 2009, líder da bancada do PT.
Elegeu-se Deputada Federal, em 2010, com a quinta maior votação do DF (são 8 vagas disponíveis), quando obteve 72.651 votos. Em 2014, foi reeleita para seu segundo mandato. Em 2018, foi reeleita para o terceiro mandato, sendo a segunda candidata mais votada no Distrito Federal. Em 2022, foi reeleita para o quarto mandato como Deputada Federal pelo Distrito Federal com 146.092 votos.

## Desempenho em eleições
| Ano  | Eleição                        | Candidata a        | Partido | Coligação                                                        | Votos           | Resultado  |
| ---- | ------------------------------ | ------------------ | ------- | ---------------------------------------------------------------- | --------------- | ---------- |
| 1998 | Distritais do Distrito Federal | Deputada Distrital | PT      | Frente Brasília Popular (PT, PDT, PSB, PCdoB, PCB, PV, PMN, PSN) | 5.903 (0,59%)   | Não eleita |
| 2002 | Distritais do Distrito Federal | Deputada Distrital | PT      | Frente Brasília Esperança (PT, PCdoB, PCB, PMN)                  | 14.488 (1,18%)  | Eleita     |
| 2006 | Distritais do Distrito Federal | Deputada Distrital | PT      | União por Brasília (PT, PV, PCdoB, PSB, PRB, PRTB)               | 22.916 (1,72%)  | Eleita     |
| 2010 | Distritais do Distrito Federal | Deputada Federal   | PT      | Novo Caminho (I) (PT, PDT, PPS, PSB, PTC)                        | 72.651 (5,17%)  | Eleita     |
| 2014 | Distritais do Distrito Federal | Deputada Federal   | PT      | Respeito por Brasília II (PT, PCdoB, PP, PRB, PROS, PSC)         | 92.558 (6,37%)  | Eleita     |
| 2018 | Distritais do Distrito Federal | Deputada Federal   | PT      | sem coligação proporcional                                       | 89.986 (6,25%)  | Eleita     |
| 2022 | Distritais do Distrito Federal | Deputada Federal   | PT      | Federação Brasil da Esperança (PT, PCdoB, PV)                    | 146.092 (9,06%) | Eleita     |